# Alciopidae
Alciopidae – rodzina wieloszczetów z rzędu Phyllodocida i podrzędu Phyllodociformia.

## Taksonomia
Rodzinę opisał w 1864 roku Ernst Heinrich Ehlers.

## Opis
Ciało delikatne, smukłe, długie i przezroczyste. Prostomium z pięcioma czułkami i parą wielkich, kulistych oczu. 3 do 5 par mackowatych cirri. Parapodia jednogałęziowe. Grzbietowe i brzuszne cirri liściowate. Szczecinki proste lub złożone. Wszystkie gatunki wyłącznie pelagiczne.

## Systematyka
Zalicza się tu 20 następujących rodzajów:
- Alciopa Audouin et Milne Edwards, 1833
- Alciope
- Alciopina Clarapède et Panceri, 1867
- Calizonella
- Callizona
- Callizonella
- Corynocephalus Levinsen, 1885
- Greeffia
- Halodora
- Krohnia Quatrefages, 1866
- Liocapa
- Mauita
- Naiades Chiaje, 1830
- Plotohelmis Chamberlin, 1919
- Pseudalciopa
- Rhynchonereella Costa, 1864
- Torea
- Torrea
- Vanadis Clarapède, 1870
- Watelio Støp-Bowitz, 1948